# Ashagy Aylis
Ashagy Aylis (azerbajdzjanska: Aşağı Əylis) är en ort i Azerbajdzjan.   Den ligger i distriktet Nachitjevan, i den sydvästra delen av landet, 400 kilometer väster om huvudstaden Baku. Ashagy Aylis ligger 932 meter över havet och antalet invånare är 992.
Terrängen runt Ashagy Aylis är kuperad åt sydväst, men åt nordost är den bergig. Närmaste större samhälle är Ordubad, 4,0 kilometer sydost om Ashagy Aylis. 
Trakten runt Ashagy Aylis består i huvudsak av gräsmarker. Runt Ashagy Aylis är det ganska glesbefolkat, med 27 invånare per kvadratkilometer.